# Эльрон, Йосеф
Йосеф Элрон (ивр. יוסף אלרון‎; род. 20 сентября 1955, Хайфа, Израиль) — израильский юрист, судья Верховного суда Израиля. Ранее занимал должность председателя окружного суда Хайфы.

## Биография
Элрон родился в Хайфе , самый младший из девяти детей , рождённых Овадьи и Tzadika Elron, иракских еврейских иммигрантов с Мосула . После окончания средней школы в Хайфе, он служил в Армии обороны Израиля с 1973 по 1977 г. После выписки в 1977 году в звании лейтенанта , он переехал в Великобританию . Он работал на различных должностях в организациях безопасности с 1977 по 1980 год, изучал право в университете Букингем . После окончания Бакалавр права в 1983 году, он вернулся в Израиль, где он интернирован в юридической фирме и в Бюро Хайфского окружного прокурора. Он завершил магистр в Администрации национальной безопасности при Университете Хайфы в 2001 году.
После того , как поступил в коллегии адвокатов Израиля в 1985 году, Элрон открыл адвокатскую контору в Хайфе и занимался юридической практикой в качестве адвоката дело в уголовном и гражданском праве с 1985 по 1994 г. В 1994 г. он был назначен судьей в суде ха-Шалом в  Хайфе , и в 2003 году был назначен судьей в Хайфский окружной суд. В 2012 году он был назначен заместителем президента Хайфского окружного суда, а в следующем году был назначен председателем. Он также служил в качестве председателя коллегии адвокатов Израиля экзаменационного Комитета.
В феврале 2017 года Эльрон был назначен судьей в Верховном суде. Он вступил в должность 30 октября 2017 года.